# Ernest Kallet Bialy
Pour les articles homonymes, voir Bialy.
Ernest Kallet Bialy est un footballeur ivoirien, né en 1943 ou 1944, et mort le 14 septembre 2012 à Abidjan, dans la commune de Treichville. Milieu de terrain, il joue à l'Africa Sports et en équipe de Côte d'Ivoire dans les années 1960 et 1970.

## Biographie
Ernest Kallet Bialy fait partie des joueurs qui ont marqué l'histoire du football ivoirien. Évoluant au poste de milieu de terrain, il est le capitaine et le leader charismatique de l'Africa Sports, l'un des principaux clubs d'Abidjan. Il dispute avec l'équipe de Côte d'Ivoire la Coupe d'Afrique des nations en 1968 et 1970,, obtenant la troisième place de la compétition en 1968, et la quatrième en 1970. Avec l'Africa, il remporte le titre de champion de Côte d'Ivoire à trois reprises, en 1967, 1968 et 1971.
Sa carrière est marquée par sa rivalité avec Laurent Pokou, l'avant-centre de l'ASEC Abidjan, principal opposant de l'Africa Sports, ce qui nuit à l'équipe nationale ivoirienne lorsque les deux joueurs s'y retrouvent comme coéquipiers. Lors de la CAN 1970, il offre néanmoins trois passes décisives à Pokou, auteur d'un quintuplé lors d'un match largement gagné par la Côte d'Ivoire face à l'Éthiopie. Avec le temps, leur antagonisme s'estompe : en août 1988, à l'occasion d'un match entre les anciens de l'Africa et ceux de l'ASEC, les deux joueurs, brassard de capitaine au bras, entrent sur le terrain main dans la main.
Surnommé Docteur ou le Cruijff ivoirien, Ernest Kallet Bially est un joueur de taille modeste, qui brille par sa technique, sa conduite de balle et sa capacité à faire jouer ses partenaires, mais qui sait aussi faire la différence durant un match grâce à ses passes. Forte personnalité, il évolue au poste d'intérieur droit et se démarque par sa vision du jeu et son élégance sur le terrain.
Après sa carrière de joueur, il reste proche de l'Africa Sports, occupant un poste de conseiller au comité directeur de son club. Victime de problèmes de santé, il doit rejoindre la France en décembre 2011 pour y recevoir des soins. Il meurt finalement des suites d'une longue maladie, au centre hospitalier universitaire de Treichville à Abidjan, le 14 septembre 2012, à l'âge de 68 ans.

## Palmarès
- Africa Sports
  - Championnat de Côte d'Ivoire
    - Champion : 1967, 1968 et 1971.